# 엽문 외전
《엽문 외전》(중국어: 叶问外传：张天志)은 2018년에 개봉한 중국의 액션 영화이다.

## 줄거리
엽문에 가려진 또 한 명의 영춘권 마스터, 장천지

영춘권 일인자 엽문에게 패배한 뒤, 무술계를 떠나 아들과 함께 평범한 삶을 살아가던 ‘장천지’우연히 암흑 조직에 쫓기던 한 여자를 도와준 그는 이후 생계는 물론, 목숨마저 위협받게 된다. 
술과 마약 등 불법 사업을 확장해나가던 조직이 장천지의 주변 사람들까지 죽음으로 몰고 가자 더 이상 참지 못한 그는 정의를 위해 최후의 결전을 벌이게 되는데…

## 출연
주연
- 장진 - 장천지 역
- 양자경
- 데이브 바티스타

조연
- 토니 자
- 류옌
- 석행우
- 주수나
- 담요문
- 정가영

## 개봉일 목록
엽문 외전의 개봉일 목록이다.
| 국가     | 개봉일           |
| -------- | ---------------- |
| 중국     | 2018년 12월 21일 |
| 대한민국 | 2019년 2월 25일  |
| 일본     | 2019년 3월 9일   |